# Nouméa
Nouméa (mai demult Port-de-France) este capitala teritoriului francez de peste mări Noua Caledonie. Orașul numără 97.579 de locuitori, fiind cel mai mare oraș al arhipelagului și cel mai mare oraș de limbă franceză din oceanul Pacific.

## Geografie
Orașul este situat într-o peninsulă neregulată muntoasă din sud-estul Noii Caledonii, în sud-vestul oceanului Pacific. Nu posedă surse de apă dulce; din această cauză apa este pompată din râurile Yahoue și Dumbea. Relieful orașului este accidentat, constituit din dealuri, punctul cel mai înalt fiind muntele Montravel cu 167 m peste nivelul mării. Litoralul orașului este o succesiune de golfuri, unele amenajate pentru turism, altele folosite în scopuri industriale (porturi, pescuit).

## Demografie
Nouméa număra în 2009 97.579 locuitori dintre care:
- 49,9% europeni
- 22,5% kanak
- 12,1% polinezieni
- 5,9% asiatici
- 9,6% alții.

| Nouméa                    | 22 235 | 34 990 | 41 853 | 56 078 | 60 112 | 65 110 | 76 293  | 97 579  |
| Zona metropolitană Nouméa | 25 204 | 39 996 | 50 488 | 74 335 | 85 098 | 97 581 | 118 823 | 163 723 |
| Conform recensămintelor.  |        |        |        |        |        |        |         |         |

## Orașe Înfrățite
- Nisa, Franța
- Gold Coast, Australia
- Taupo, Noua Zeelandă

1. ↑  répertoire géographique des communes, accesat în 26 octombrie 2015
2. ↑   https://it-ch.topographic-map.com/map-mwh51h/Noum%C3%A9a/?zoom=19&center=-22.27139%2C166.43946&popup=-22.27118%2C166.43946 Lipsește sau este vid: |title= (ajutor)
3. ↑  dataset of postal codes in France, 1 octombrie 2018